# Henry Haufe
Henry Haufe (* 11. Januar 1989 in Frankfurt (Oder)) ist ein deutscher Fußballspieler. 

## Karriere
Haufe wechselte 2008 vom Frankfurter FC Viktoria zu Hansa Rostock. Bei den Ostseestädtern kam er 45 Mal für die zweite Mannschaft in der Regionalliga Nord zum Einsatz. Im Sommer 2010 wechselte er zum Oberligisten FSV 63 Luckenwalde. Er bestritt dort zusammen 74 Spiele und wurde 2013 mit 19 Toren Torschützenkönig der Oberliga Nordost Staffel Nord.
Zur Saison 2013/14 kehrte er zum FC Hansa Rostock zurück. Mit 28 Treffern gelang es ihm erneut Torschützenkönig der Oberliga Nordost zu werden. Haufe kam außerdem zweimal für das Profiteam der Rostocker in der 3. Liga zum Einsatz. Sein Drittligadebüt gab er am 19. April 2014 beim Auswärtsspiel der Ostseestädter in Burghausen (1:0). Er wurde in der 79. Minute durch den Interimstrainer der Küstenkicker, Dirk Lottner, für Nikolaos Ioannidis eingewechselt. Seinen zweiten Einsatz in der 3. Liga erhielt er am 38. Spieltag während des Heimspiels im Ostseestadion gegen den SV Wehen Wiesbaden (1:1). Am Ende belegte Haufe mit Hansa Platz 13 in der dritthöchsten deutschen Spielklasse.
Ab der Saison 2014/15 spielte Haufe für den Oberligisten FC Schönberg 95, bei dem er einen Zweijahresvertrag erhielt. Zwölf Tore steuerte er zum direkten Aufstieg der Schönberger in die Regionalliga Nordost bei. In der Spielzeit 2015/16 wurde er mit 15 Treffern Torschützenkönig der Regionalliga. Allerdings musste er sich diesen Titel mit Marc-Philipp Zimmermann und Jonas Nietfeld vom FSV Zwickau sowie Andis Shala vom SV Babelsberg 03 teilen. Haufe hatte nicht nur großen Anteil am Klassenerhalt, sondern ebenso am Einzug in das Endspiel um den Landespokal. Im Elfmeterschießen gegen Hansa Rostock hatte er mit Schönberg 3:4 nur knapp das Nachsehen. Auch in der Spielzeit 2016/17 lief er für Schönberg auf und traf in dreiundzwanzig Partien zehn Mal. Hinzu kamen zwei Einsätze und ein Treffer im Landespokal. Sportlich erreichte man zusammen den 11. Tabellenplatz. Der FC Schönberg 95 zog sich anschließend aus finanziellen Gründen aus der Spielklasse zurück. Haufe zog es daraufhin zur Spielzeit 2017/2018 in die Fußball-Oberliga Nordost zum FC Anker Wismar. Dort traf er sechs Mal in vierzehn Ligaspielen und drei Mal in drei Partien im Landespokal Mecklenburg-Vorpommerns.
Aus beruflichen Gründen trennten sich Haufe und Anker Wismar im März 2018 im gegenseitigen Einvernehmen. Nach vorübergehender Vereinslosigkeit kehrte er zur Oberliga-Saison 2018/19 zum FC Hansa Rostock zurück und spielte dort in der 2. Mannschaft.
Zur Saison 2022/23 wechselte er zum mecklenburgischen Verbandsligisten FSV Bentwisch.

## Erfolge
- Torschützenkönig der Oberliga Nordost Staffel Nord (3): 2013 (19 Tore mit dem FSV 63 Luckenwalde), 2014 (23 Tore mit dem F.C. Hansa Rostock II), 2020 (16 Tore mit dem F.C. Hansa Rostock II)
- Aufstieg in die Regionalliga Nordost (1): 2015 (mit dem FC Schönberg 95)
- Torschützenkönig der Regionalliga Nordost (1): 2016 (15 Tore mit dem FC Schönberg 95)
- Teilnahme am Endspiel um den Mecklenburg-Vorpommern-Pokal (1): 2016 (mit dem FC Schönberg 95)